# Strobin
Strobin – wieś w Polsce, położona w województwie łódzkim, w powiecie wieluńskim, w gminie Konopnica, nad Wartą.
| 0705309 | Doły       | część wsi |
| 0705321 | Mieścisko  | część wsi |
| 0705338 | Pszczelnik | część wsi |
| 0705344 | Pustkowie  | część wsi |
| 0705350 | Zamczysko  | część wsi |

W latach 1975–1998 wieś administracyjnie należała do województwa sieradzkiego. 
W Strobinie wykryto istnienie osady kultury przeworskiej, którą zamieszkiwała ludność trudniąca się rolnictwem i wytopem żelaza z rudy darniowej, ponadto hodowlą i tkactwem. Trwała od 2. połowy I wieku do końca II wieku. 
Stwierdzono również na terenie wsi istnienie grodu wzniesionego w miejscu o wybitnie obronnych walorach naturalnych. Od strony zachodniej obejmowała go Warta, a wysokość jej prawego brzegu od lustra wody do skraju stromego urwiska wynosiła ponad 20 m. Od strony północnej i południowej granice grodu wyznaczały naturalne jary o głębokości do 12 m, natomiast od wschodu wybudowano wał o długości około 750 m, który zamykał przestrzeń między wałami. W czasie badań w 1965 r. prowadzonych przez Muzeum Ziemi Wieluńskiej i w latach 1974–86 przez Muzeum Archeologiczne i Etnograficzne w Łodzi stwierdzono m.in. ślady po 10 chatach z paleniskami o przeciętnej wielkości od 20 do 30 m². Znaleziono też skarb przedmiotów brązowych (8 naszyjników, 7 bransolet, 2 pierścionki, 18 zawieszek, 125 guzików i 2 sierpy). Z wału zachowały się kawałki spalonych bierwion wraz z przepaloną gliną i kamieniami. Spalenie grodu nastąpiło przypuszczalnie pod koniec IV w. p.n.e., po czym przestał on funkcjonować. 
Pierwsza wzmianka w źródłach pianych o Strobinie pochodzi z 1402 r., następna z 1417 r.